# Oxyrhachis mirei
Oxyrhachis mirei är en insektsart som beskrevs av Boulard 1979. Oxyrhachis mirei ingår i släktet Oxyrhachis och familjen hornstritar. Inga underarter finns listade i Catalogue of Life.